# Округ Тексас (Оклахома)
Тексас (енгл. Texas County) је округ у америчкој савезној држави Оклахома.

## Демографија
По попису из 2010. године број становника је 20.640, што је 533 (2,7%) становника више него 2000. године.
| Група             | 2000.          | 2010.          |
| Белци             | 13.420 (66,7%) | 10.889 (52,8%) |
| Афроамериканци    | 142 (0,7%)     | 336 (1,6%)     |
| Азијати           | 112 (0,6%)     | 325 (1,6%)     |
| Хиспаноамериканци | 6.003 (29,9%)  | 8.659 (42,0%)  |
| Укупно            | 20.107         | 20.640         |